# Spongodes imbricans
Spongodes imbricans är en korallart som först beskrevs av Thomson och Dean 1931.  Spongodes imbricans ingår i släktet Spongodes och familjen Nephtheidae. Inga underarter finns listade i Catalogue of Life.